# Come Sunday
Come Sunday (br A Caminho da Fé) é um filme de drama estadunidense de 2018 dirigido e escrito por Joshua Marston. Estrelado por Chiwetel Ejiofor e Martin Sheen, estreou no Festival Sundance de Cinema em 21 de janeiro de 2018.

## Elenco
- Chiwetel Ejiofor - Carlton Pearson
- Martin Sheen - Oral Roberts
- Condola Rashad - Gina Pearson
- Jason Segel - Henry
- Danny Glover - Quincy Pearson
- Keith Stanfield - Reggie
- Allie McCulloch - Advogado
- Joni Bovill - Yvette Flunder
- Stacey Sargeant - Nicky Brown
- Dustin Lewis - Ron
- Greg Lutz - Pat Robertson